# Дрелсдорф
Дрелсдорф (њем. Drelsdorf) општина је у њемачкој савезној држави Шлезвиг-Холштајн. Једно је од 132 општинска средишта округа Нордфризланд. Према процјени из 2010. у општини је живјело 1.299 становника. Посједује регионалну шифру (AGS) 1054024.

## Географски и демографски подаци
Дрелсдорф се налази у савезној држави Шлезвиг-Холштајн у округу Нордфризланд. Општина се налази на надморској висини од 20 метара. Површина општине износи 17,7 km². У самом мјесту је, према процјени из 2010. године, живјело 1.299 становника. Просјечна густина становништва износи 73 становника/km².